# Бірманська арфа (фільм, 1985)
«Бірманська арфа» (яп. ビルマの竪琴, Бірума но татеґото) — японський фільм-драма 1985 року, поставлений режисером Коном Ітікавою. Кольоровий ремейк його однойменного фільму 1956 року, знятого за романом «Бірманська арфа» (яп. ビルマの竪琴, 1946) Мішіо Такеями .

## Сюжет
Японський солдат Міцушіма після закінчення війни залишається у Бірмі, щоб ховати загиблих співвітчизників і намагатися врятувати тих, що вижили, відмовляючи їх здійснювати «благородне» самогубство за японським військовим кодексом. Він мандрує Бірмою під виглядом буддистського ченця в одязі, який він украв у справжнього ченця, що врятував йому життя…

## У ролях
- Кодзі Ішідзака ····  капітан Іноуе
- Кіічі Накай ···· рядовий Міцушіма
- Такудзо Каватані ···· сержант Іто
- Ацуші Ватанабе ···· рядовий Кобаяші
- Фудзіо Токіта ···· старий
- Таніе Кітабаяші ···· стара
- Бунта Суґавара ···· командир взводу

## Знімальна група
- Автор сценарію — Натто Вада
- Режисер-постановник — Кон Ітікава
- Продюсери — Масая Аракі, Хіроаки Фудзій, Масару Какутані
- Виконавчі продюсери — Ацуші Окумото, Харуо Шіканай, Мацуо Такахаші
- Композитор — Наозумі Ямамото
- Оператор — Сецуо Кобаяші
- Монтаж — Чізуко Осада
- Звук — Теїчі Сайто

## Сприйняття
Бірманська арфа була лідером японського кінопрокату 1985 року з доходом у ¥2,95 млрд.

## Визнання
| Нагороди та номінації фільму «Бірманська арфа» | Нагороди та номінації фільму «Бірманська арфа» | Нагороди та номінації фільму «Бірманська арфа» | Нагороди та номінації фільму «Бірманська арфа» | Нагороди та номінації фільму «Бірманська арфа» | Нагороди та номінації фільму «Бірманська арфа» |
| Рік                                            | Кінофестиваль/кінопремія                       | Категорія/нагорода                             | Номінант                                       | Результат                                      |                                                |
| ---------------------------------------------- | ---------------------------------------------- | ---------------------------------------------- | ---------------------------------------------- | ---------------------------------------------- | ---------------------------------------------- |
| 1986                                           | Премія «Майніті»                               | Премія Вибір читачів                           | Бірманська арфа                                | Перемога                                       |                                                |
| 1986                                           | Премія Японської академії                      | Найкращий фільм                                | Бірманська арфа                                | Номінація                                      |                                                |
| 1986                                           | Премія Японської академії                      | Найкращий режисер                              | Кон Ітікава                                    | Номінація                                      |                                                |
| 1986                                           | Премія Японської академії                      | Найкращий актор другого плану                  | Такудзо Каватані                               | Номінація                                      |                                                |
| 1986                                           | Премія Японської академії                      | Найкращий оператор                             | Сецуо Кобаяші                                  | Номінація                                      |                                                |
| 1986                                           | Премія Японської академії                      | Найкраща музика до фільму                      | Наозумі Ямамото                                | Номінація                                      |                                                |
| 1986                                           | Премія Японської академії                      | Найкращий звук                                 | Теїчі Сайто                                    | Номінація                                      |                                                |
| 1986                                           | Премія Японської академії                      | Спеціальна премія                              | Харуо Шіканай (як продюсерові)                 | Перемога                                       |                                                |